# Sbor pověřenců 6. března 1948 – 18. června 1948
Sbor pověřenců 6. března 1948 – 18. června 1948 působil jako vládní orgán Slovenské národní rady na území Slovenska po únorovém převratu v Československu v 1. polovině roku 1948. Šlo v pořadí o devátý Sbor pověřenců.

## Složení Sboru pověřenců
- předseda Sboru pověřenců:
  - Gustáv Husák
- místopředseda Sboru pověřenců:
  - Jozef Mjartan
- pověřenec vnitra:
  - Daniel Okáli
- pověřenec zemědělství a pozemkové reformy:
  - Michal Falťan
- pověřenec financí:
  - Ján Púll
- pověřenec průmyslu a obchodu:
  - Jozef Šoltész
- pověřenec výživy:
  - Michal Chudík
- pověřenec školství a osvěty:
  - Ladislav Novomeský
- pověřenec spravedlnosti:
  - Július Viktory
- pověřenec sociální péče:
  - František Zupka
- pověřenec dopravy:
  - Kazimír Bezek
- pověřenec pošt:
  - Pavol Blaho (do 4. června 1948)
  - Kazimír Bezek (od 4. června 1948)
- pověřenec zdravotnictví:
  - Ján Bečko
- pověřenec techniky:
  - Jozef Lukačovič